# Tarek Soliman
Tarek Soliman (ur. 24 stycznia 1962 w Port Saidzie) – egipski piłkarz grający na pozycji pomocnika.

## Kariera klubowa
Swoją karierę piłkarską Soliman rozpoczął w klubie Zamalek SC i w 1980 roku zadebiutował w jego barwach w pierwszej lidze egipskiej. W 1981 roku przeszedł do El-Masry. Grał w nim do 1995 roku (z przerwą na wypożyczenie w sezonie 1990/1991 do Al-Merreikh) i wtedy też w wieku 33 lat zakończył karierę sportową. Z El-Masry nie osiągnął większych sukcesów ani w lidze Egiptu, ani w Pucharze Egiptu.

## Kariera reprezentacyjna
W reprezentacji Egiptu Soliman zadebiutował w 1982 roku. W 1990 roku został powołany przez selekcjonera Mahmouda El-Gohary'ego do kadry na Mistrzostwa Świata we Włoszech. Tam był rezerwowym zawodnikiem i zagrał w jednym spotkaniu, przegranym 0:1 z Irlandią.